# Pvo Amsterdam
Pvo Amsterdam was een middelbare school in Amsterdam.

## Schoolconcept
De school werkte met het schoolconcept van SvPO voor persoonlijk onderwijs in kleine klassen, extra onderwijstijd en huiswerk op school.
De school was een van de acht scholen van Pvo.

## Gebouw
Pvo Amsterdam was sinds september 2017, toen de school zijn deuren opende, gevestigd aan de Meeuwenlaan 136. Het gebouw kent een rijke geschiedenis en werd eind jaren 30 ontworpen door Kleinhout en Van der Steur, waarna de Prinses Beatrix Huishoudschool het pand betrok. Het pand stond echter al een tijdje leeg, waardoor de Pvo Amsterdam het gebouw eerst verbouwde en renoveerde, alvorens het in 2017 te betrekken.

## Groei en inschrijving
Pvo Amsterdam College telde anno 2022 293 leerlingen. Ieder jaar worden er, net zoals bij de andere Pvo-scholen, 80 nieuwe leerlingen aangenomen. Bij overschrijding van het maximumaantal leerlingen werd ingeloot op de volgorde van reservering.

## Onderwijsinspectie
In februari 2020 dienden zes ouders klachten in bij de Onderwijsinspectie. In april 2021 werd de school als 'zeer zwak' beoordeeld door de Onderwijsinspectie. In september 2022 gebeurde dit voor de tweede keer op rij.